# Ascogaster stenosoma
Ascogaster stenosoma är en stekelart som beskrevs av De Saeger 1948. Ascogaster stenosoma ingår i släktet Ascogaster och familjen bracksteklar. Inga underarter finns listade.